# Phytoecia virgula
Phytoecia virgula är en skalbaggsart som först beskrevs av Toussaint de Charpentier 1825.  Phytoecia virgula ingår i släktet Phytoecia och familjen långhorningar.
Artens utbredningsområde är:
- Frankrike.
- Iran.
- Kazakstan.
- Israel.
- Portugal.
- Ukraina.

Arten har ej påträffats i Sverige. Inga underarter finns listade i Catalogue of Life.